# Lisków (gmina)
Pour les articles homonymes, voir Liskow.
Pour la localité, voir Lisków.
Lisków est une gmina rurale du powiat de Kalisz, Grande-Pologne, dans le centre-ouest de la Pologne. Son siège est le village de Lisków, qui se situe environ 24 km à l'est de Kalisz et 120 km au sud-est de la capitale régionale Poznań.
La gmina couvre une superficie de 75,83 km2 pour une population de 5 454 habitants.

## Géographie
La gmina inclut les villages d'Annopol, Budy Liskowskie, Chrusty, Ciepielew, Józefów, Koźlątków, Lisków, Lisków-Rzgów, Madalin, Małgów, Nadzież, Pyczek, Strzałków, Swoboda, Trzebienie, Wygoda, Zakrzyn, Zakrzyn-Kolonia et Żychów.
La gmina borde les gminy de Ceków-Kolonia, Goszczanów, Kawęczyn et Koźminek.